# Stjepan Spevec
Stjepan Spevec (Vukanci kraj Zlatara, 14. lipnja 1839. – Zagreb, 28. siječnja 1905.) bio je hrvatski pravnik, doktor prava i kraljevski javni redoviti profesor rimskoga prava, dekan Pravoslovnog i državoslovnog fakulteta, rektor i prorektor Kraljevskoga sveučilišta Franje Josipa I. u Zagrebu te narodni zastupnik na saboru Kraljevina Hrvatske i Slavonije.

## Životopis
Pravo je završio u Zagrebu, a doktorirao u Beču. Na zagrebačkoj Pravoslovnoj akademiji predavao je rimsko pravo. Kao dekan Pravoslovnog i državoslovnog fakulteta, na kojemu je predavao Poviest institucije rimskoga prava, Obći dio pandekta, Nasljedno pravo pandekta i Obiteljsko rimsko pravo, akademske je godine 1875./1876. izabran za drugog po redu rektora tadašnjeg Kraljevskoga sveučilišta Franje Josipa I. u Zagrebu. Iduće je akademske godine, u mandatu rektora Antuna Kržana, izabran za prorektora Sveučilišta.
Bio je predstojnik Odjela za bogoštovlje i nastavu (1886.) i predsjednik Kraljevskog stola sedmorice (1891.) te narodni zastupnik u Saboru Kraljevina Hrvatske i Slavonije, a sudjelovao je i u oblikovanju pravosudnih i prosvjetnih zakona. Zajedno s V. Borošem osnovao je Društvo Sv. Ćirila i Metoda za materijalno i kulturno promicanje naroda. 
Preminuo je u Zagrebu 28. siječnja 1905. u dobi od 65 godina. Pokopan je na zagrebačkome groblju Mirogoj.  